# Zorggroep Sint-Kamillus

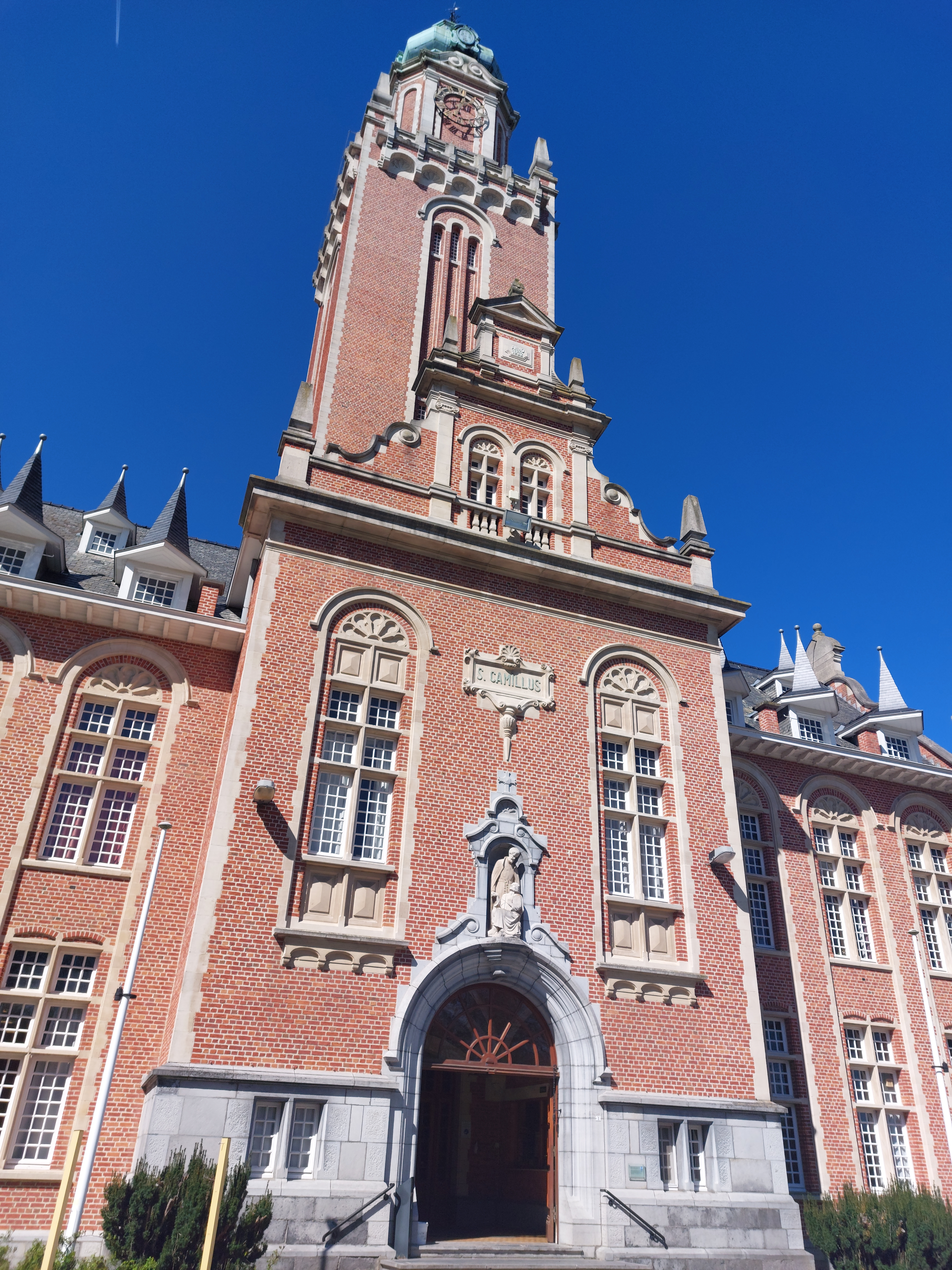
De watertoren van het hoofdgebouw van Sint-Kamillus te Bierbeek.

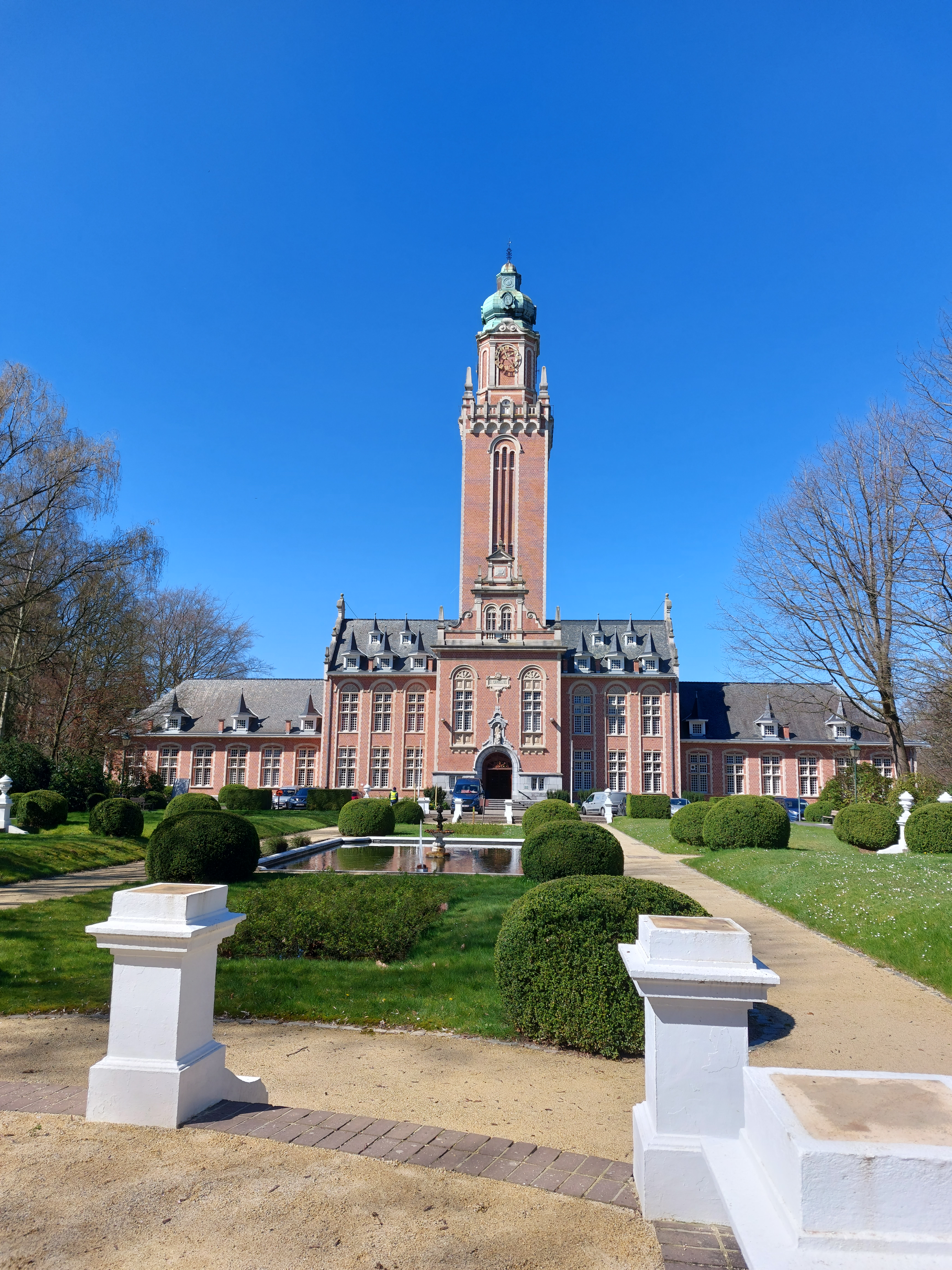
Zicht op het hoofdgebouw met park.

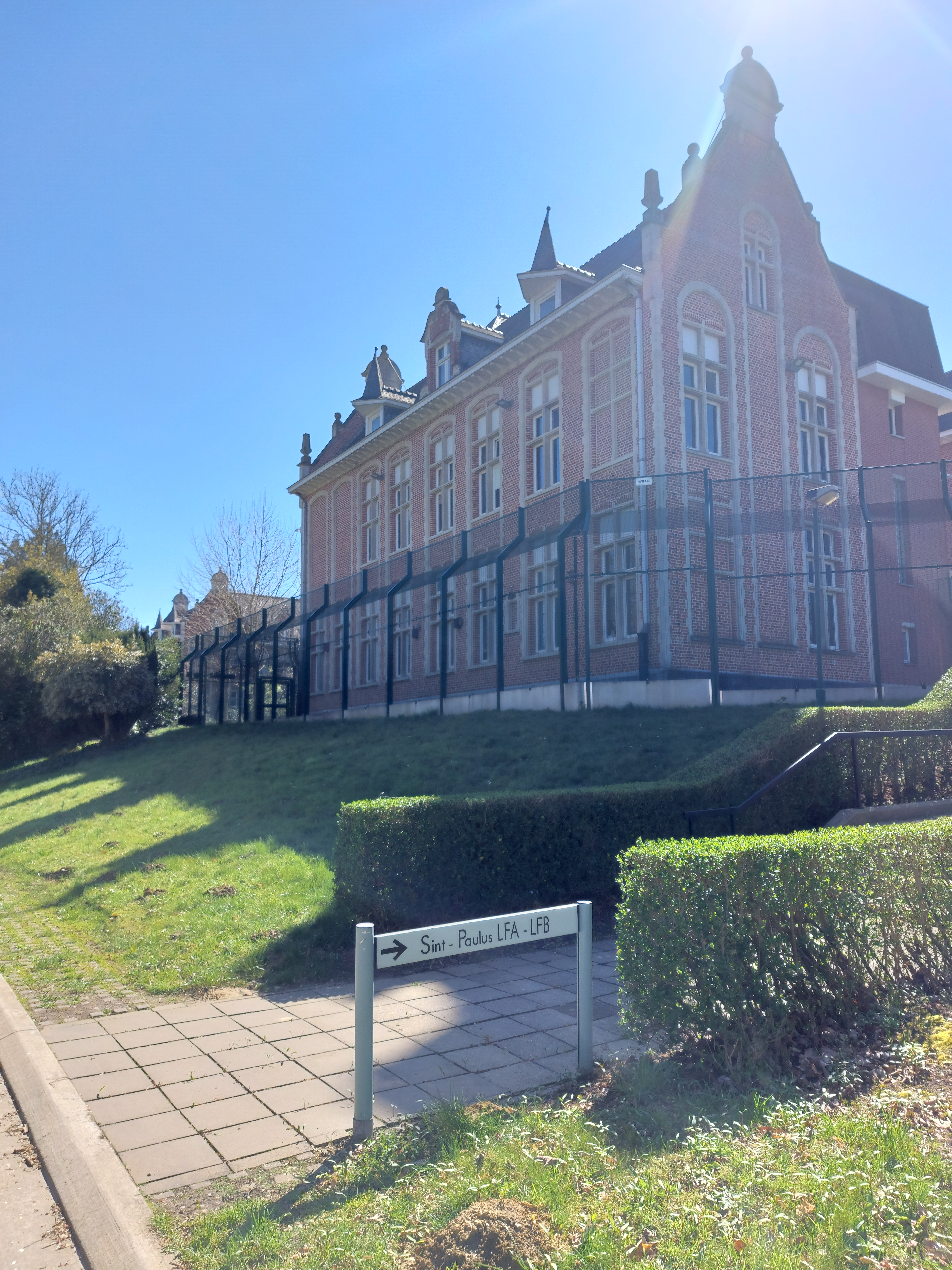
Gebouw voor forensische zorg.

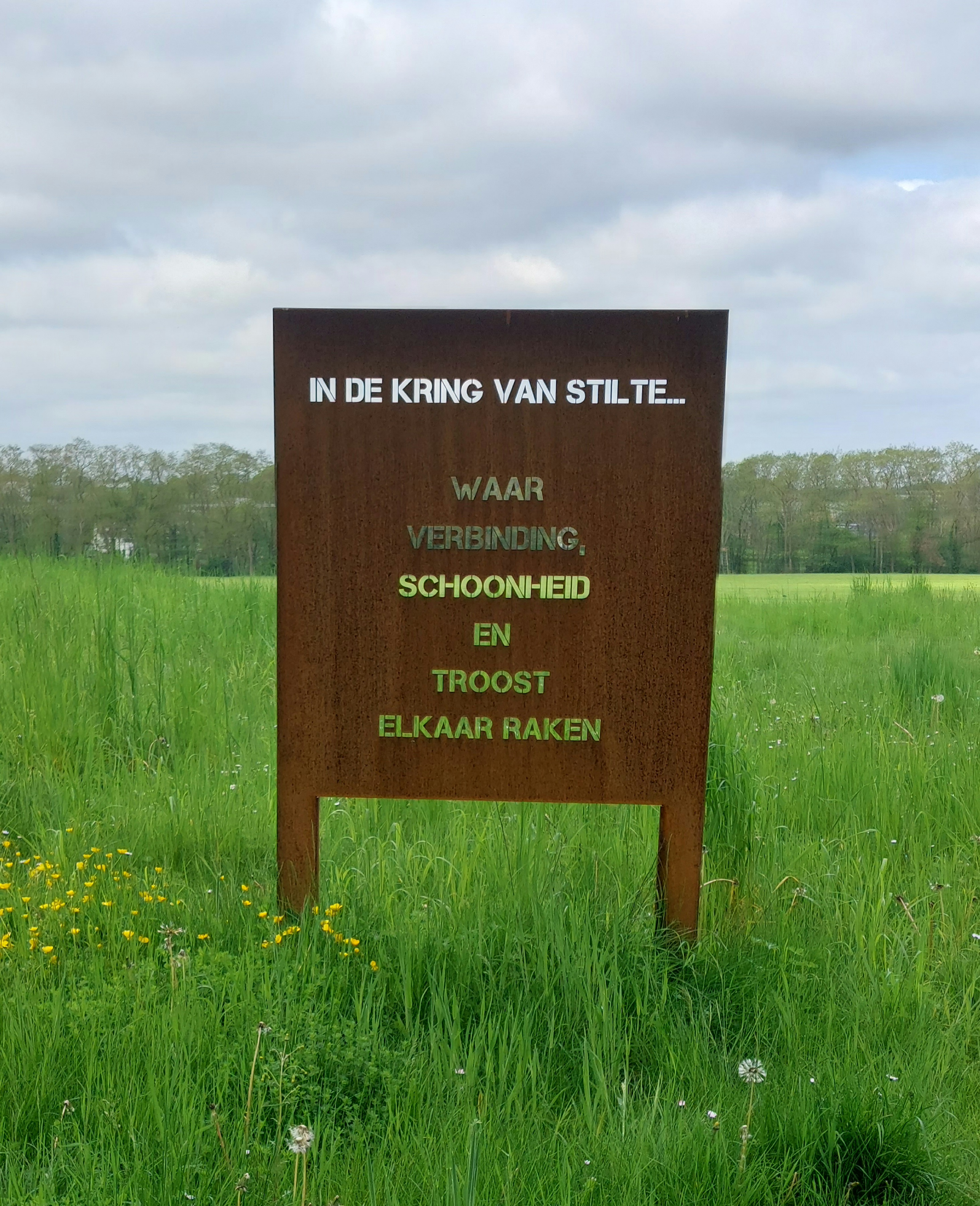
Plekje om te bezinnen.

Zorggroep Sint-Kamillus is een voorziening voor geestelijke gezondheidszorg opgericht door de Broeders van Liefde in de gemeente Bierbeek (deelgemeente van Korbeek-Lo) in de provincie Vlaams-Brabant die  psychiatrische (crisis)opvang aanbiedt op korte, middellange en lange termijn. De algemeen directeur is Hendrik Van Malderen.
Het patrimonium aan de Krijkelberg 1-2, 1A-B te Bierbeek dateert van 1932. Het domein staat op de lijst van onroerend erfgoed van Vlaanderen.

## Geschiedenis
Het psychiatrisch instituut Sint-Kamillus werd tussen 1928 en 1932 gebouwd door de Broeders van Liefde voor 800 behoeftige krankzinnige mannen. De toenmalige rector van de Leuvense universiteit, Monseigneur Ladeuze, drong er op aan om in het Leuvense een psychiatrische instelling voor mannen te openen. Hij achtte dit noodzakelijk om de opleiding psychiatrische aan de katholieke universiteit te verzekeren.
De eerste psychiatrische patiënten zijn ingeschreven op 4 juli 1932. De samenwerking met de Katholieke Universiteit Leuven kwam tot stand in 1950. In 1963 werd de eerste afdeling geopend voor vrijwillig opgenomen patiënten en in 1969 start een revalidatiecentrum.
In de jaren 1970 daalde het aantal gedwongen opnames en werden vrijwillige opnames gestimuleerd. In 1990 werd het aantal ziekenhuisbedden afgebouwd en werd er gestart met alternatieve zorg.

## Onroerend erfgoed

### Gebouwen
Het psychiatrisch instituut is hiërarchisch-organisch gestructureerd (de kapel in het midden), met omringende eclectische tuinaanleg uit 1930 over circa 15 hectare.
Het domein is symmetrisch en modulair opgebouwd rond een administratief gebouw, een dodenhuisje, een feestzaal, een washuis, een watertoren … en paviljoenen in een eclectische, op streekeigen historische stijlen gesteunde architectuur. De paviljoenen hebben elk, afwisselend, strak geometrische en landschappelijke deeltuinen waarin invloeden van de 'Nouveau jardin pittoresque' te herkennen zijn. Achteraan het domein liggen de hoeve en de begraafplaats. De gebouwen werden ontworpen door Alfons Van de Vijver.
Sint-Kamillus werd geconcipieerd volgens het paviljoensysteem. Vanuit de visie dat de instelling niet alleen een "asylum" was maar evenzeer een oord van genezing werd groot belang gehecht aan locatie - een rustgevende omgeving op het platteland - en gebouwen die een indruk van rust, veiligheid én vrijheid moesten uitstralen. Qua planconcept wordt dit vertaald in een strak symmetrisch-hiërarchische opbouw met een langgerekte hoofdas met achtereenvolgens het administratiegebouw, het verpleegzalen- en badcomplex, het dodenhuisje, de kapel, de keuken en de feestzaal die wordt geflankeerd door twee secundaire assen met telkens drie verblijfspaviljoenen, elk met specifieke heiligennaam. Het langgerekte volume van de administratievleugel en hoofdingang wordt centraal gemarkeerd door de 50 meter hoge watertoren, tezelfdertijd boegbeeld voor gans de site. Deze watertoren met een capaciteit van circa 200 kubieke meter is ingeplant op het hoogste punt van het terrein. Voor de meeste gebouwen werd geopteerd voor een licht eclectisch getinte, neo-Vlaamse renaissancestijl. Of hier sprake is van beïnvloeding door de Leuvense rector Ladeuze – er zijn duidelijke parallellen met de Leuvense universiteitsbibliotheek - blijft onduidelijk. De centraal ingeplante kapel daarentegen kreeg een neobarokke vormgeving terwijl de U-vormige boerderij werd bedacht met een sober neotraditioneel uitzicht. De gebouwen in neo-Vlaamse renaissancestijl tonen het karakteristieke kleureffect ontleend aan de gebruikelijke combinatie van rode baksteen, witte natuursteen, blauwe hardsteen en natuurleien, in dit geval opgehoogd met witgeschilderd houten schrijnwerk. Dat kosten noch moeite werden gespaard om het "gestichtsmerk" te vermijden komt eveneens tot uiting in de monumentale, feestelijke inkomhal met bakstenen kruisribgewelven op natuurstenen zuilen, decoratieve marmeren vloer en natuurstenen balustertrap met op het bordes een brandglasraam met de figuur van Sint-Kamillus.

### Park en tuinen
Elk paviljoen heeft een tuin volgens een eigen ontwerp en stijl. De stoffering van de plantvlakken en bloembedden én de omkadering van de deeltuinen wijzen op inspiratie vanuit de 'Nouveau jardin pittoresque'-beweging en zorgt voor homogeniteit. De tuin speelde een rol in de therapie. In de visie van dr. Jozef Guislain, tijdens de 19de eeuw dé hervormer van de psychiatrische verpleging in België en dé inspirator van de Broeders van Liefde, moest elke patiënt ruimte en openheid hebben en zijn de tuin- en de landbouw een onderdeel van elke instelling voor 'zwakzinnigen'. Vanaf de toren zijn langs weerszijden afwisselend twee informele, onregelmatige tuinen te zien. Ze hebben ellipsen, cirkels, lussen. Er zijn twee geometrische tuinen, waarvan één kruisvormig ingedeeld; twee informele tuinen met een pittoresk gelobd vijvertje waarover een boogbrugje met leuningen van takwerkimitaties in cement passeert. Op tuinarchitecturaal gebied is Sint-Kamillus een interessante realisatie. In tegenstelling tot vele instituten uit die periode is de oorspronkelijke aanleg en vorm goed bewaard. Het intensieve onderhoud en de snoei, is in vergelijking met andere domeinen uitstekend.

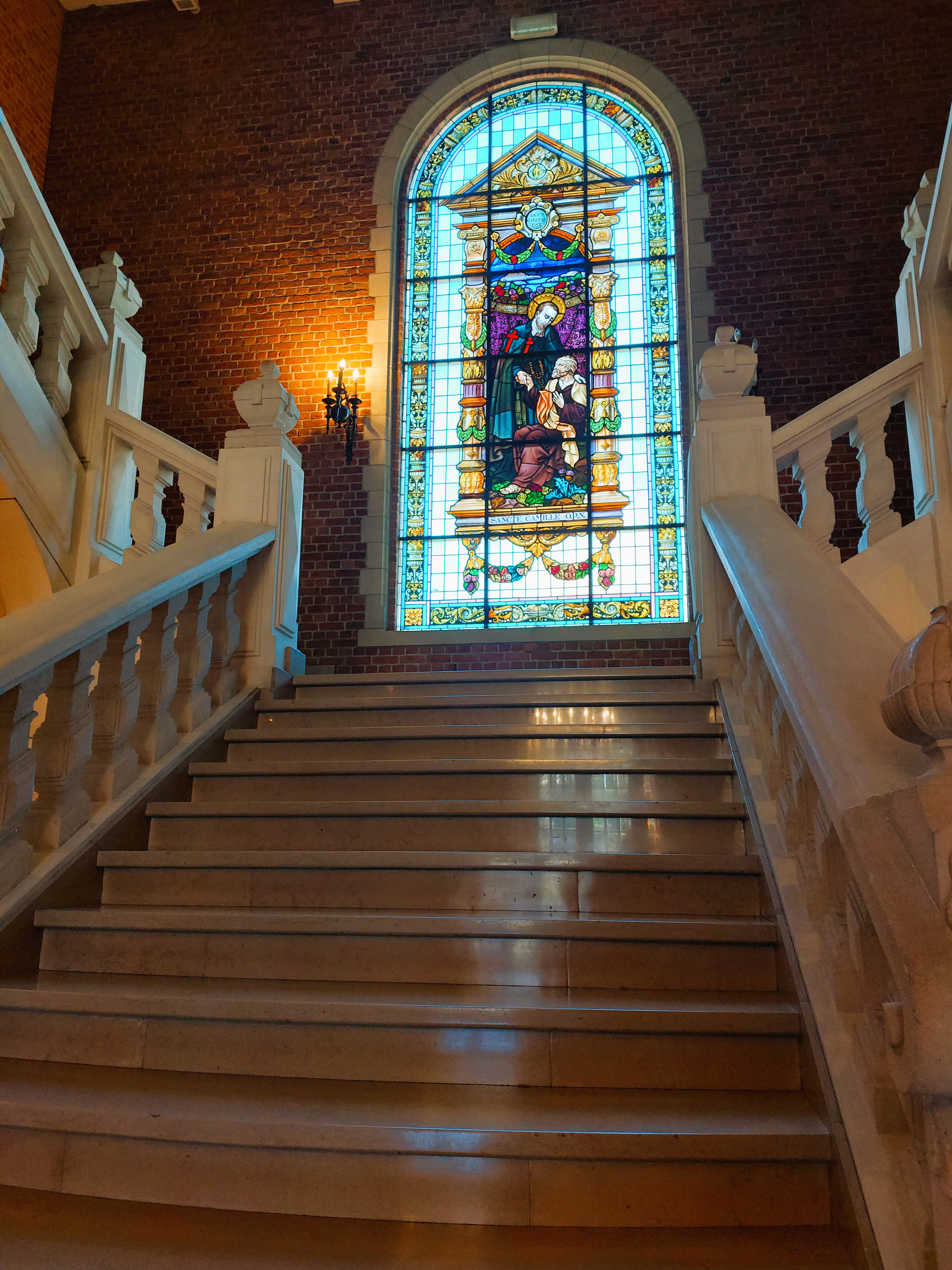
Glasraam van Sint-Kamillus in het hoofdgebouw.

## Patroonheilige
Sint-Kamillus is de Patroonheilige van de zieken, stervenden, verpleegkundigen, de ziekenhuizen en de gokkers. Hij werd in 1550 geboren in Bucchianico bij Napels in Italië als ‘Camillus de Lellis’ en kende wilde jeugdjaren: hij was soldaat en gokverslaafd. Op zijn 34 jaar werd hij priester en oprichter van de orde van de Camillianen met als doel mensen te verplegen en ziekenhuizen te stichten. Zijn naam en faam heeft hij te danken aan zijn zorg aan slachtoffers van een pestepidemie. Hij wordt algemeen beschouwd als één van de grondleggers van de ontwikkeling van de gezondheidszorg in Italië. Hij overleed op 14 juli 1614 in Rome en werd 64 jaar.

## Zorgaanbod
De zorggroep Sint-Kamillus biedt psychiatrische (crisis)opvang en behandeling op korte, middellange en lange termijn aan volwassenen met:
- een psychiatrische aandoening
- een verstandelijke beperking in combinatie met een psychiatrische aandoening
- het statuut van internering (forensische zorg)
- een niet-aangeboren hersenletsel (NAH).

Ze doen dit via deze zorgvormen: psychiatrisch ziekenhuis, psychiatrisch verzorgingstehuis (PVT), mobiele teams, consultaties en begeleiding zonder opname in de polikliniek, dagbesteding in activiteiten- en ontmoetingscentrum 't Collectief en een woonproject waarbij patiënten zich onder begeleiding voorbereiden op zelfstandig wonen.

## Galerij

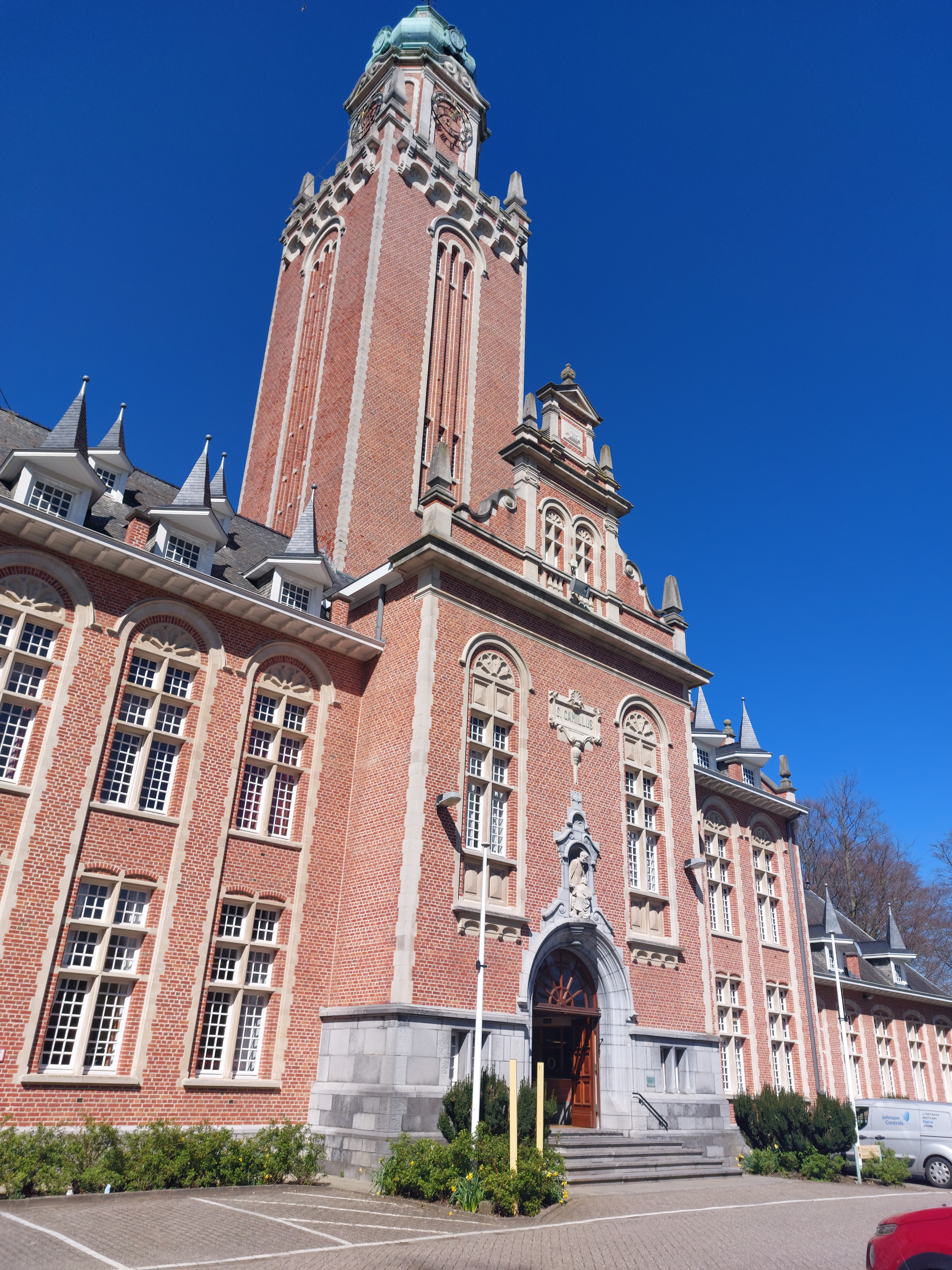
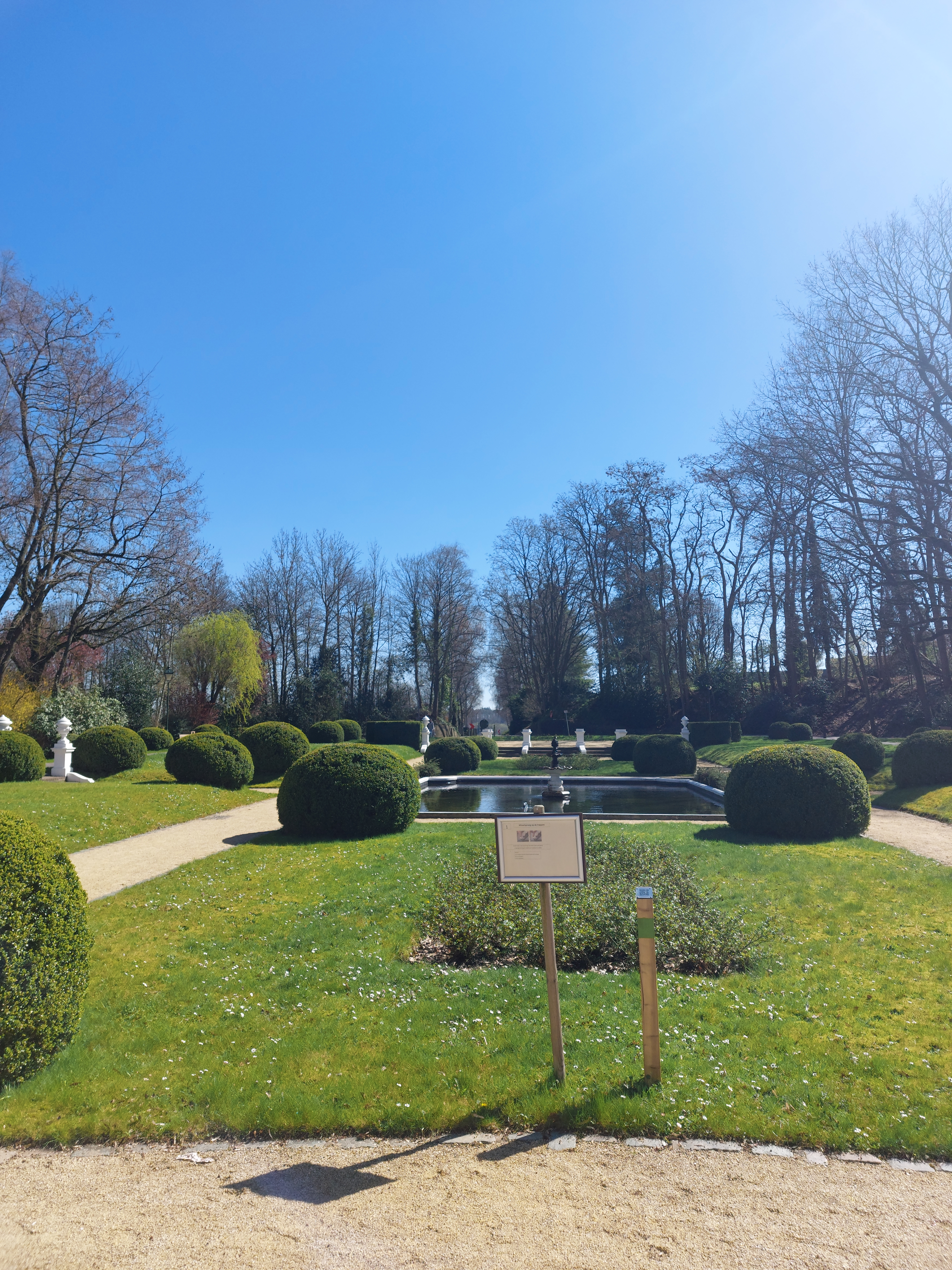
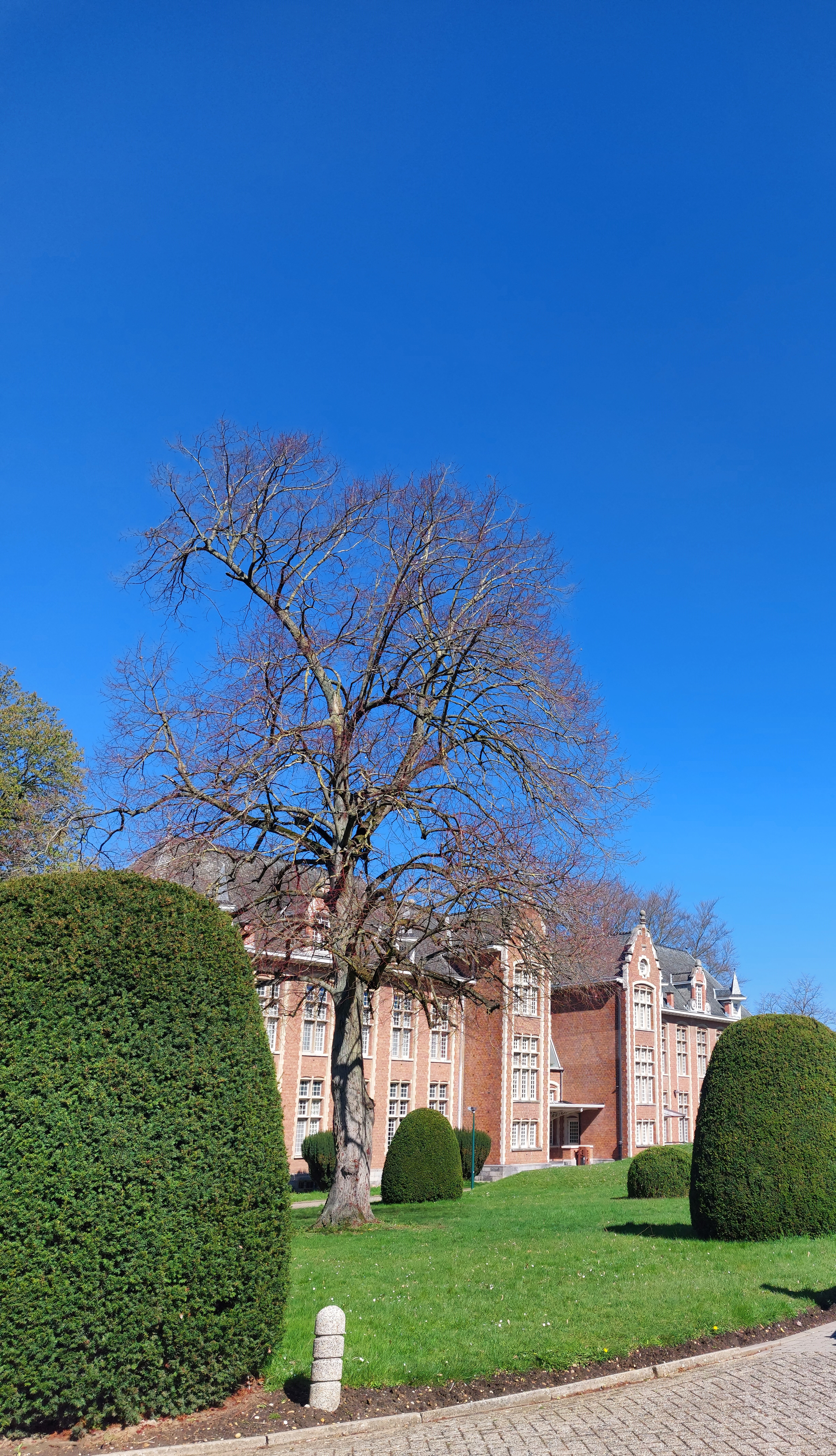
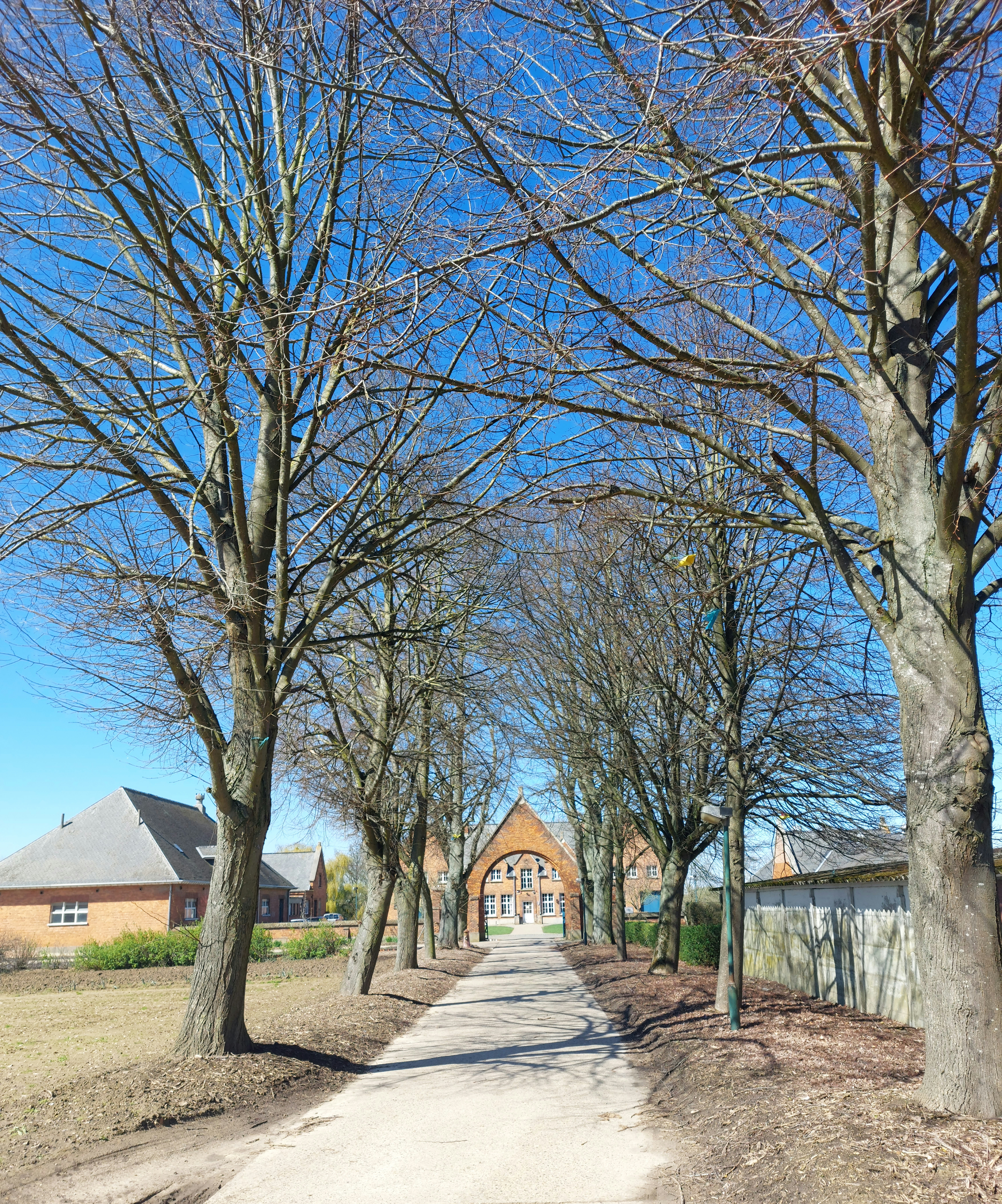
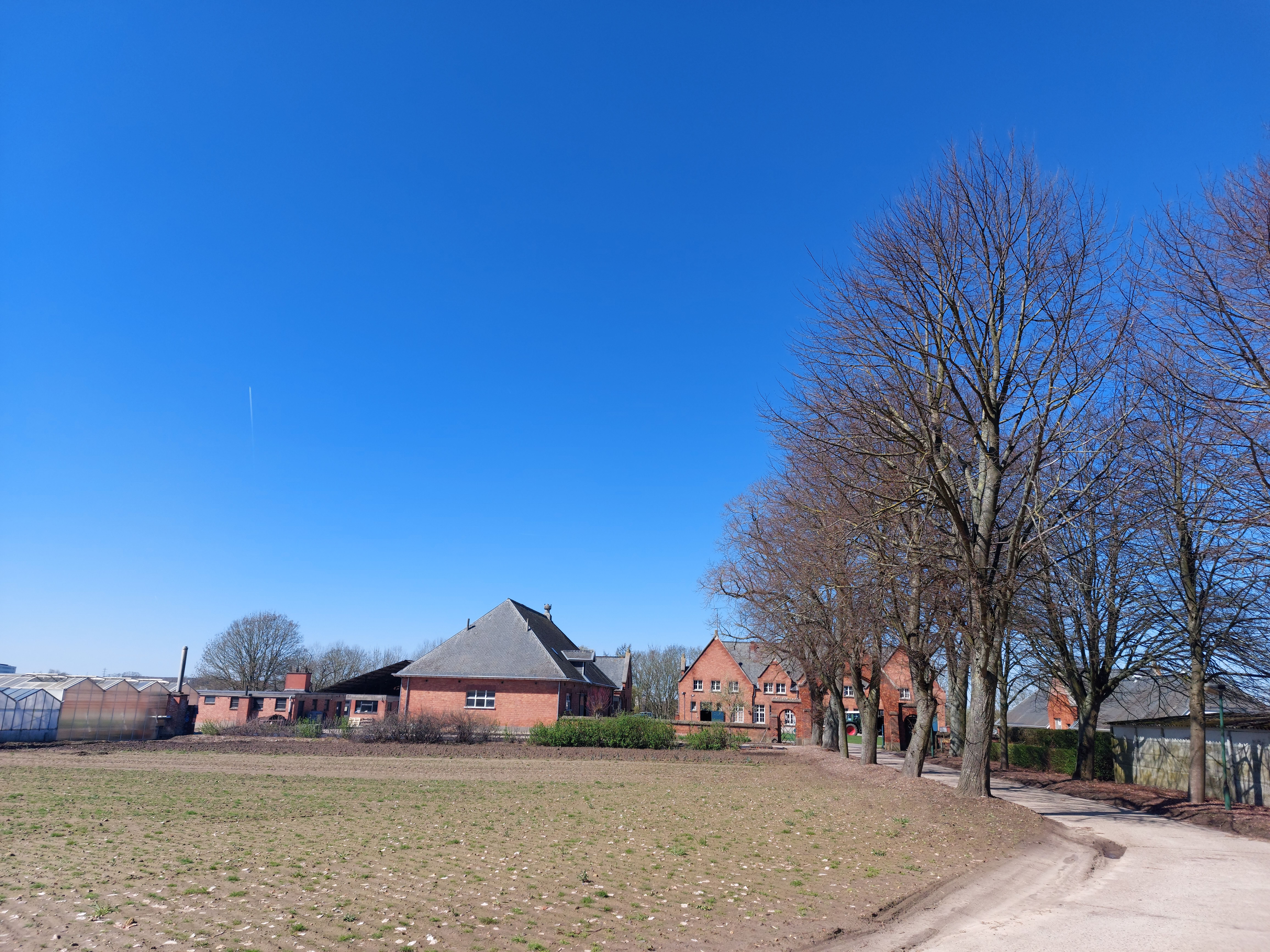
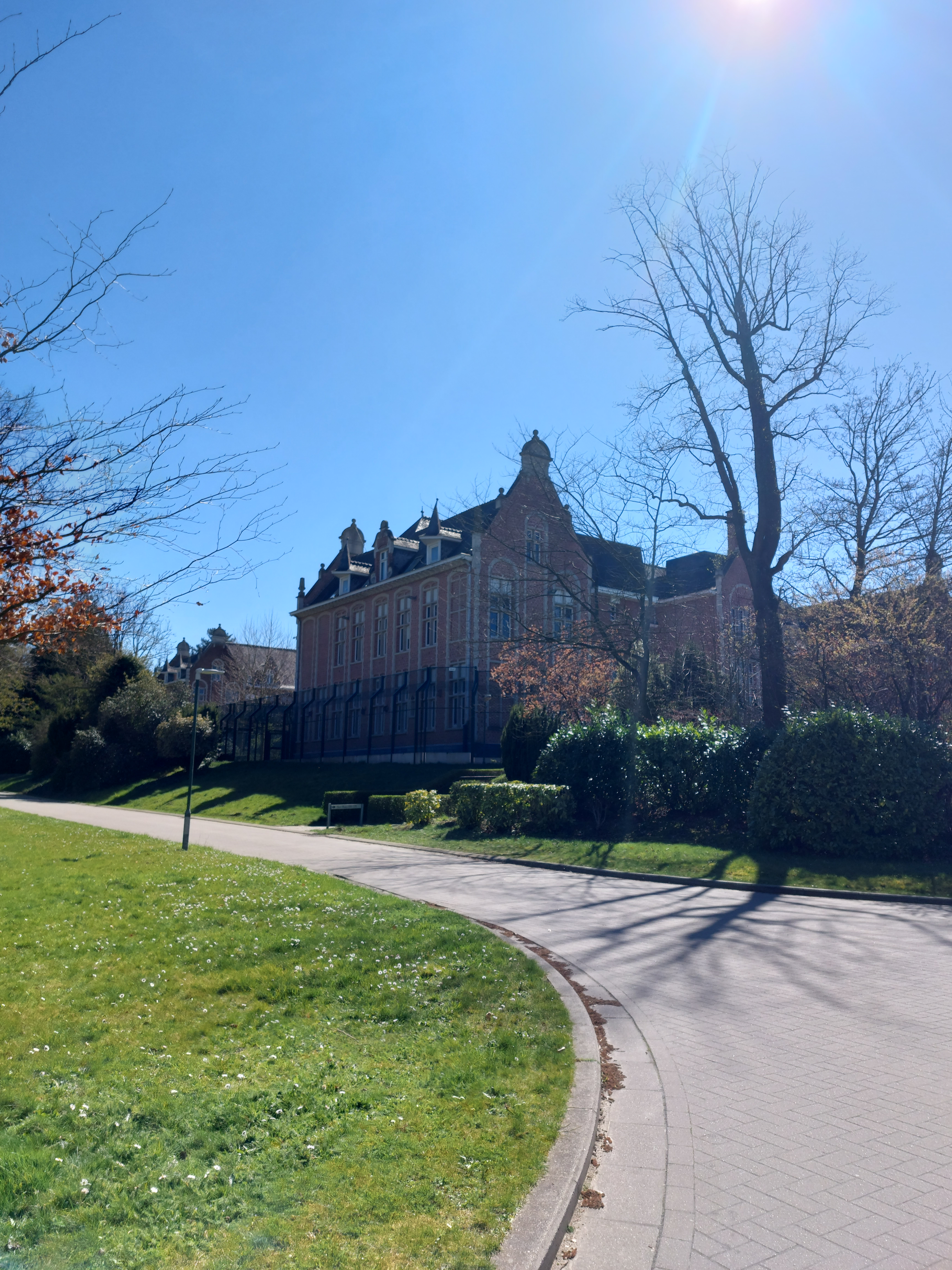
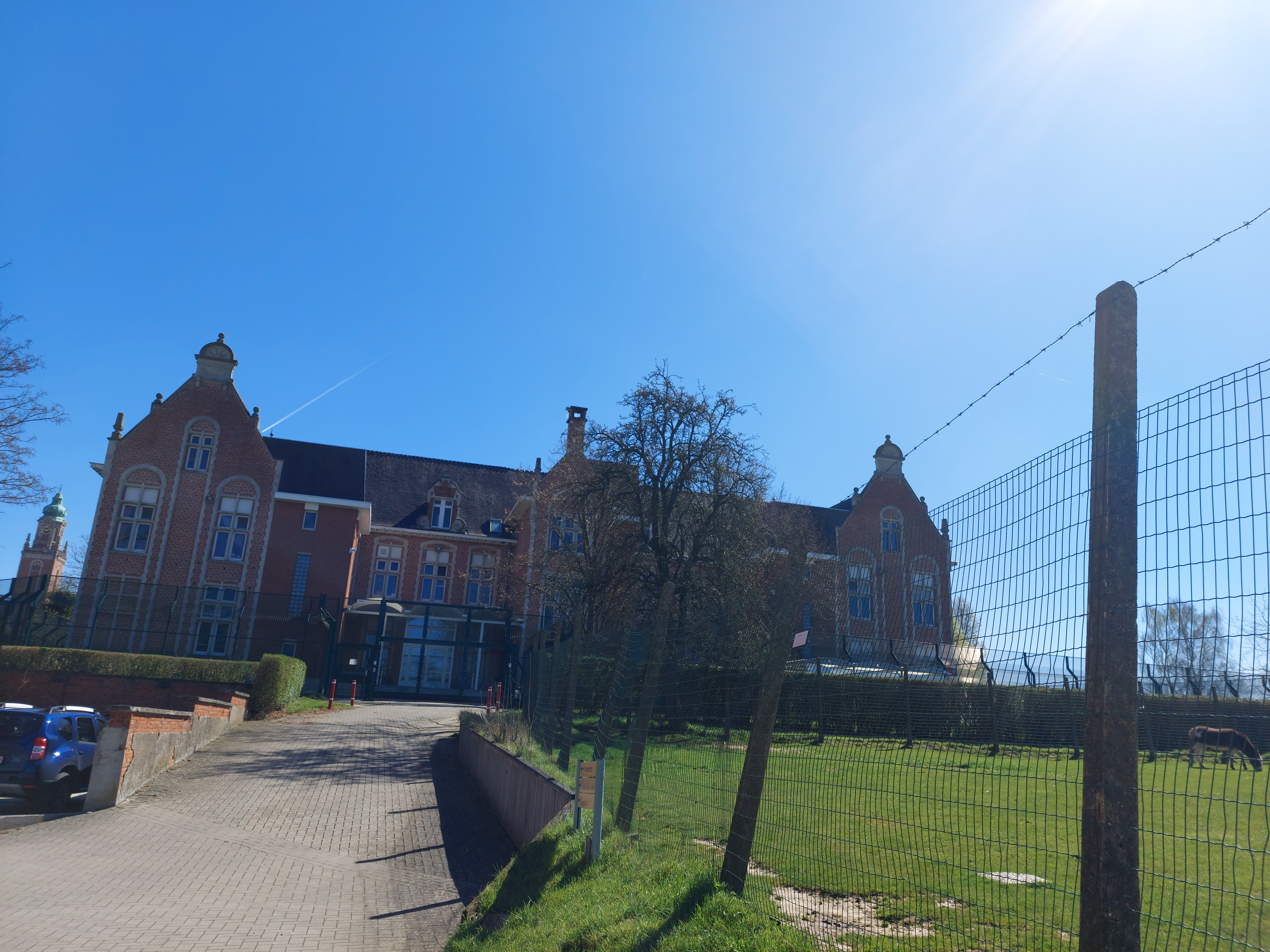
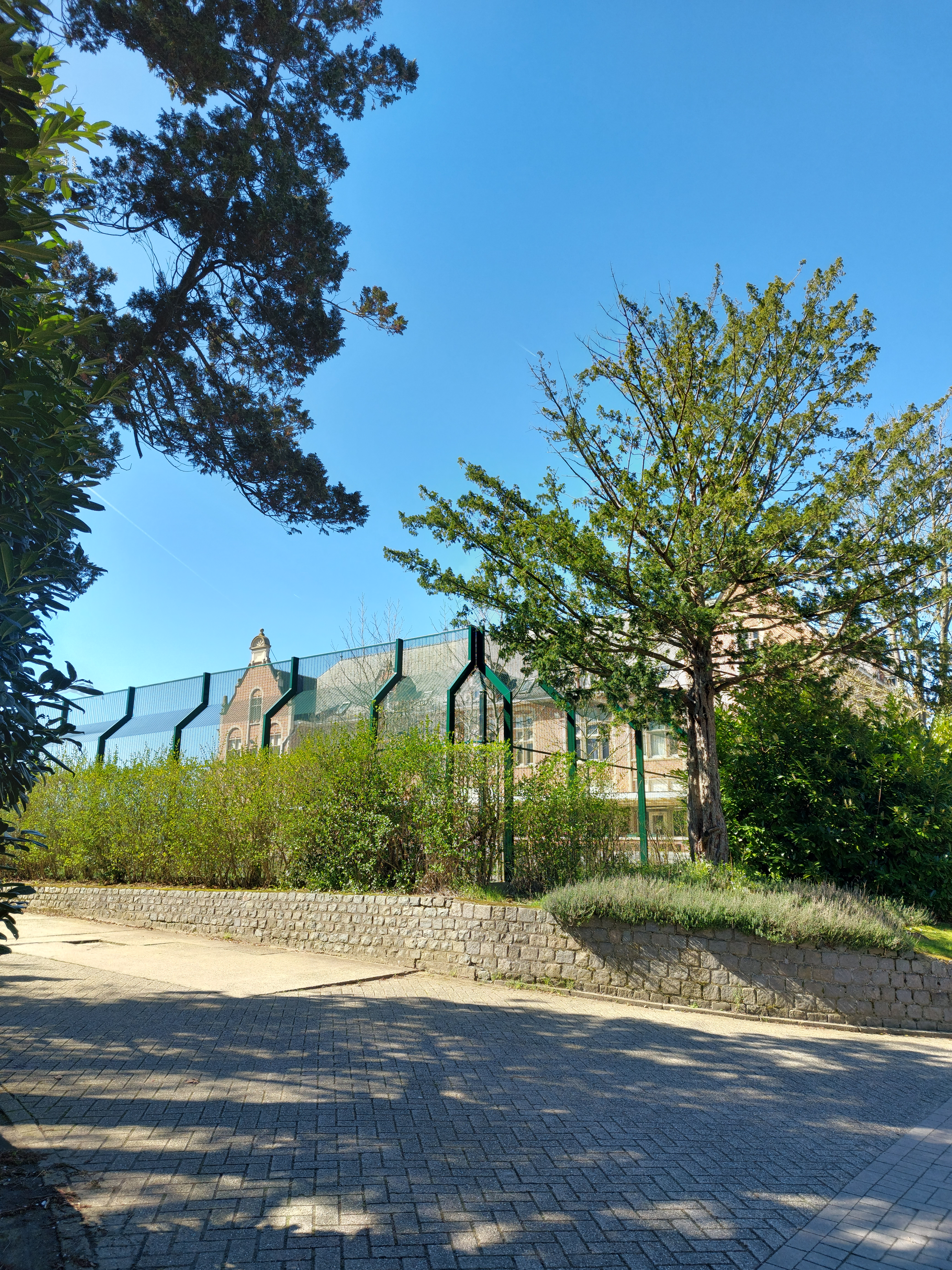
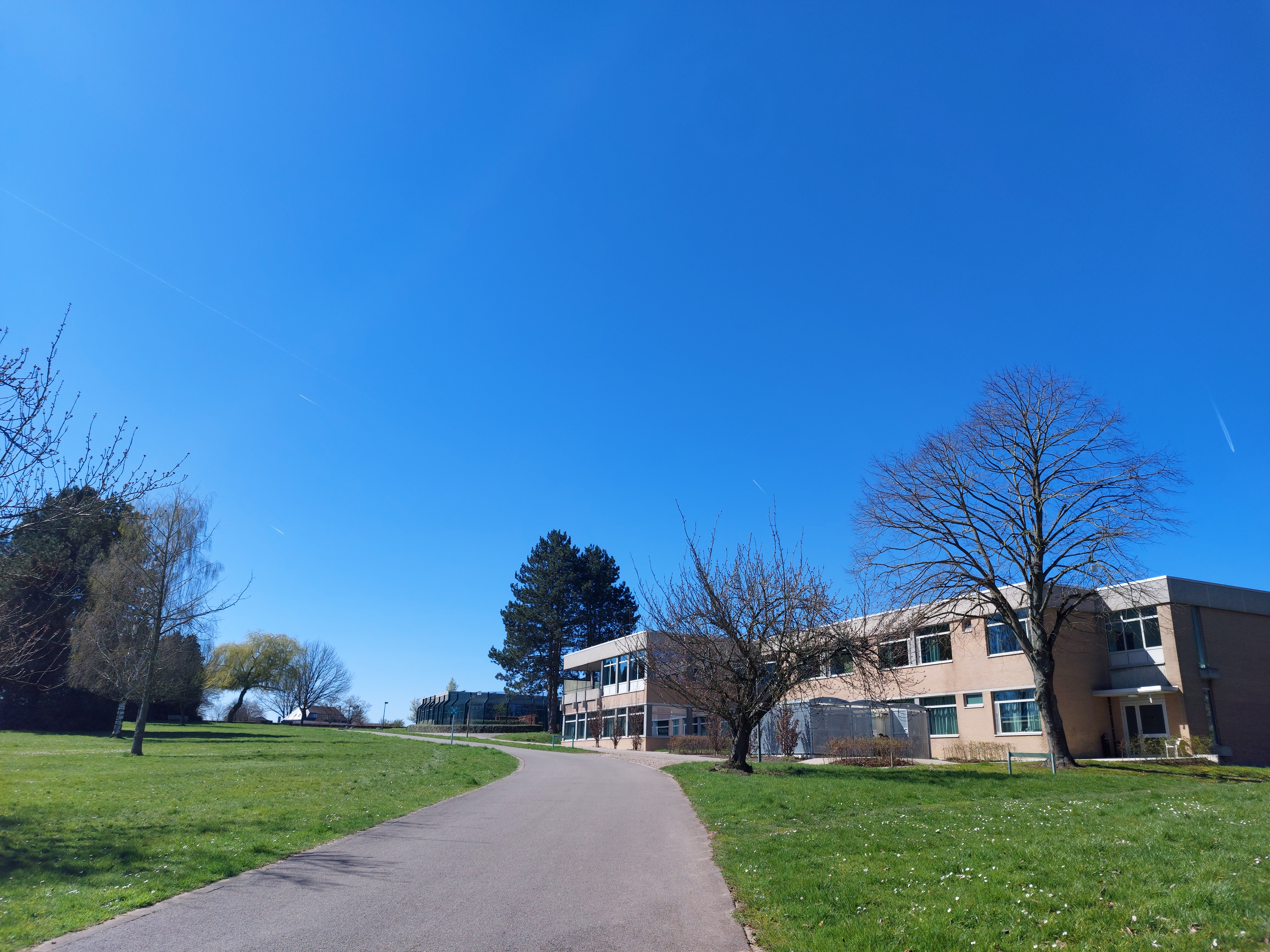